# Ґарчин
Ґарчин (пол. Garczyn) — село в Польщі, у гміні Лінево Косьцерського повіту Поморського воєводства.
Населення — 911 осіб (2011).
У 1975-1998 роках село належало до Гданського воєводства.

## Демографія
Демографічна структура станом на 31 березня 2011 року:
|          | Загалом | Допрацездатний вік | Працездатний вік | Постпрацездатний вік |
| -------- | ------- | ------------------ | ---------------- | -------------------- |
| Чоловіки | 457     | 115                | 302              | 40                   |
| Жінки    | 454     | 101                | 264              | 89                   |
| Разом    | 911     | 216                | 566              | 129                  |